# Maria van Aumale
Maria van Aumale ook bekend als Maria van Harcourt (9 september 1398 - 19 april 1476) was van 1452 tot 1458 gravin van Aumale en barones van Elbeuf. Ze behoorde tot het huis Harcourt.

## Levensloop
Maria was een dochter van graaf Jan VII van Harcourt en diens echtgenote Maria, dochter van graaf Peter II van Alençon. Ze huwde op 14 augustus 1416 met graaf Anton van Vaudémont. Toen Vaudémont belegerd werd, zou ze een militaire expeditie geleid hebben die ervoor zorgde dat het beleg opgeheven werd.
Na de dood van haar vader in 1452 probeerde Maria diens hele erfenis in te nemen: de graafschappen Harcourt en Aumale en de baronie Elbeuf. Uiteindelijk erfde haar jongere zus Johanna het graafschap Harcourt en kreeg Maria enkel Aumale en Elbeuf. Maria regeerde samen met haar echtgenoot Anton. Na diens dood in 1458 stond Maria het beheer van haar domeinen af aan haar jongere zoon Jan VIII.
Maria overleed in april 1476 op 77-jarige leeftijd.

## Nakomelingen
Maria en haar echtgenoot Anton kregen vijf kinderen:
- Ferry II (1428-1470), graaf van Vaudémont en heer van Joinville
- Jan VIII (overleden in 1473), graaf van Aumale en baron van Elbeuf
- Hendrik (overleden in 1505), bisschop van Thérouanne en bisschop van Metz
- Maria (overleden in 1455), huwde in 1450 met burggraaf Alain IX van Rohan
- Margaretha (overleden na 1477), huwde in 1432 met Anton van Croÿ